# 난도 드 콜로
난도 브뤼노 알프레드 앙드레 드 콜로(프랑스어: Nando Bruno Alfred André de Colo, 1987년 6월 23일~)는 프랑스의 농구 선수로 포지션은 슈팅 가드와 포인트 가드이다. 현재 LNB 엘리트의 ASVEL 바스케트와 프랑스 대표팀 소속으로 뛰고 있다.
이전에는 전미 농구 협회(NBA)의 샌안토니오 스퍼스와 토론토 랩터스 소속으로 뛰었다.